# هنریک هورن آف اومین
هنریک هورن آف اومین (سوئدی: Henric Horn af Åminne؛ ۱۲ مارس ۱۸۸۰ – ۶ دسامبر ۱۹۴۷) سوارکار اهل سوئد بود.
از افتخارات وی میتوان به کسب مدال طلا در بازی‌های المپیک تابستانی ۱۹۱۲ اشاره کرد.